# Félix Hernández (giocatore di baseball)
Félix Abraham Hernández García (Valencia, 8 aprile 1986) è un ex giocatore di baseball venezuelano naturalizzato statunitense.
Soprannominato "King Felix", ha giocato nel ruolo di lanciatore per i Seattle Mariners dal 2005 al 2019. Ha vinto il Cy Young Award come miglior lanciatore dell'American League nel 2010. Nel settembre 2018 Hernández ha ottenuto la cittadinanza statunitense.

## Carriera
Félix Hernández ha firmato il primo contratto professionistico con i Seattle Mariners nel 2002, che inizialmente lo hanno mandato a giocare nella Minor League Baseball (MiLB) con gli Everett AquaSox della Northwest League. Ha debuttato in MLB il 4 agosto 2005, al Comerica Park di Detroit contro i Detroit Tigers. A 19 anni e 118 giorni, è stato il 18º lanciatore più giovane di tutti i tempi ad esordire in MLB. Il 9 agosto 2005 ha ottenuto la prima vittoria in MLB..
Nel 2009, ha fatto la sua prima apparizione al Major League Baseball All-Star Game, evento a cui ha partecipato anche dal 2011 al 2015 consecutivamente. Il 25 agosto 2010 ha messo a segno il suo 1000º strikeout in carriera. Nello stesso anno ha vinto il premio Cy Young Award come miglior lanciatore dell'American League nella stagione 2010.
Il 15 agosto 2012 è diventato il 23º lanciatore nella storia della MLB a realizzare un perfect game contro i Tampa Bay Rays.
Il 10 agosto 2015, Hernandez ha messo a segno lo strikeout numero 2000 in carriera, il quarto giocatore più giovane della storia a riuscirvi.
Il 23 aprile 2016, con lo strikeout numero 2.162 in carriera ha stabilito il nuovo primato di franchigia dei Mariners, superando Randy Johnson. Divenne free agent al termine della stagione 2019.
Il 20 gennaio 2020, Hernández firmò un contratto di minor league del valore di 1 milione di dollari con gli Atlanta Braves. Il 4 luglio dello stesso anno annunciò la sua scelta di non partecipare alla stagione 2020 a causa dei rischi derivati dalla pandemia di COVID-19. Divenne free agent alla fine della stagione.
Il 3 febbraio 2021, Hernández firmò un contratto di minor league con i Baltimore Orioles, tuttavia prima dell'inizio della stagione regolare, il 29 marzo, divenne free agent.

## Nazionale
Con la nazionale venezuelana ha disputato il World Baseball Classic 2009 e 2017.

## Palmarès

### Individuale
- All Star Game: 6

2009, 2011, 2012, 2013, 2014, 2015
- Cy Young Award dell'American League: 1

2010
- Leader dell'American League in vittorie: 1

2009
- Leader dell'American League in media PGL: 2

2010, 2014
- Lanciatore di una partita perfetta (15 agosto 2012)
- Lanciatore del mese dell'American League: 4

giugno e settembre 2009, agosto 2012, giugno 2014
- Giocatore della settimana dell'AL: 2

19 agosto 2012, 8 giugno 2014

### Nazionale
- World Baseball Classic:  Medaglia di Bronzo

Team Venezuela: 2009